# Propagandakompanie

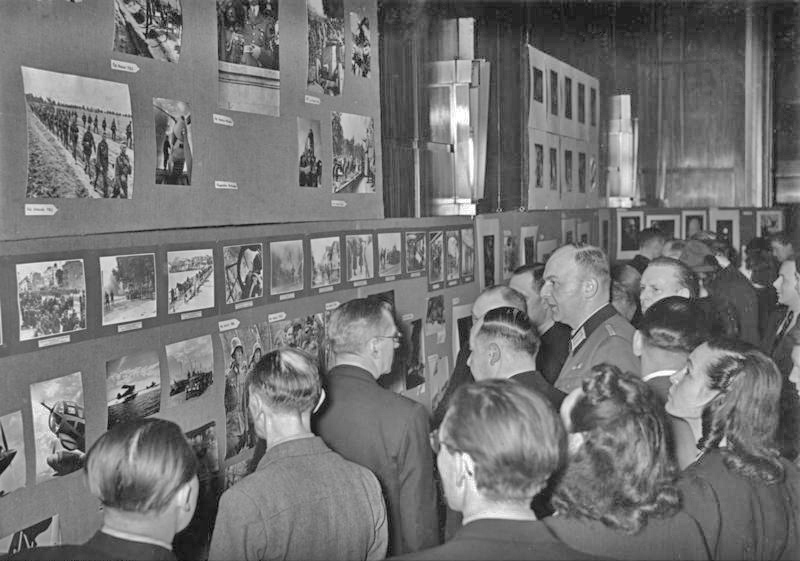
Ausstellung von PK-Bildern im Rahmen einer Ausstellung vom Reichsausschuss der Bildberichter im Reichsverband der Deutschen Presse (März 1940)

Die Propagandakompanie (PK) oder Propagandatruppe war zur Zeit des Nationalsozialismus eine Truppengattung der deutschen Wehrmacht und Waffen-SS, die der Abteilung, später Amtsgruppe für Wehrmachtpropaganda (WPr) im Oberkommando der Wehrmacht unterstellt war. Ihr Auftrag bestand in der propagandistischen Beeinflussung der deutschen Bevölkerung und der Soldaten sowie auch der Gegner des Nationalsozialismus.

## Geschichte der Propagandakompanie

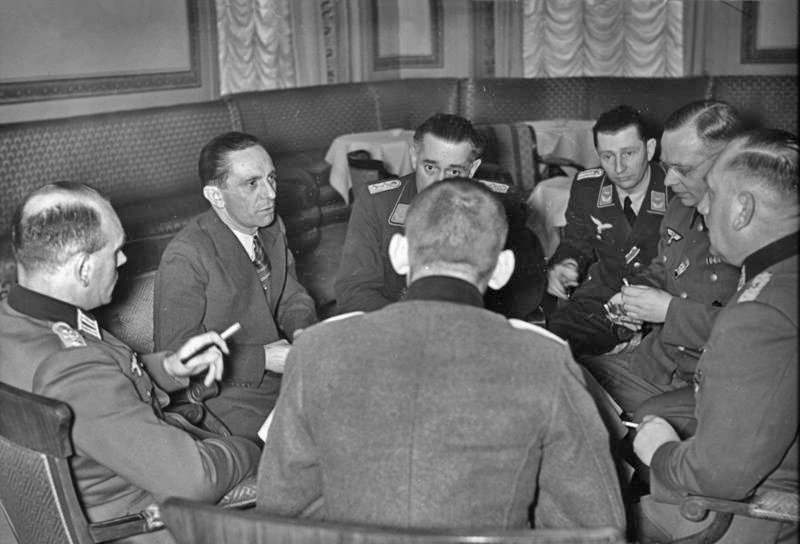
Joseph Goebbels am 28. Januar 1941 im Gespräch mit Chefs der Propaganda-Kompanien der drei Wehrmachtteile; ganz rechts (im Profil) Hasso von Wedel

Im Winter 1938/39 unterzeichneten der Chef des Oberkommandos der Wehrmacht (OKW) Wilhelm Keitel und Propagandaminister Joseph Goebbels ein „Abkommen über die Durchführung der Propaganda im Kriege“, in dem es zwar hieß, dass das Propagandaministerium (RMVP) lediglich für den regelmäßigen Nachschub an geeignetem Material zu sorgen habe und die Kriegspropaganda zur Beeinflussung der feindlichen Armee einzig und allein vom OKW und deren Propagandaeinheiten durchzuführen seien. Doch gleichzeitig wurde die führende Rolle des RMVP auch in Kriegszeiten gemäß den Anweisungen des „Führers“ betont und dessen Zuständigkeit für die Produktion des Propagandamaterials. Es wurden fünf Propagandakompanien gebildet. Die Propagandatruppen waren zunächst den Nachrichtentruppen unterstellt, wurden jedoch am 14. Oktober 1942 eine eigene Truppengattung mit der Waffenfarbe lichtgrau. Sie unterstanden in fachlicher Hinsicht der Amtsgruppe für Wehrmachtpropaganda (WPr) im Oberkommando der Wehrmacht unter Hasso von Wedel.

### Abteilung bzw. Amtsgruppe für Wehrmachtpropaganda

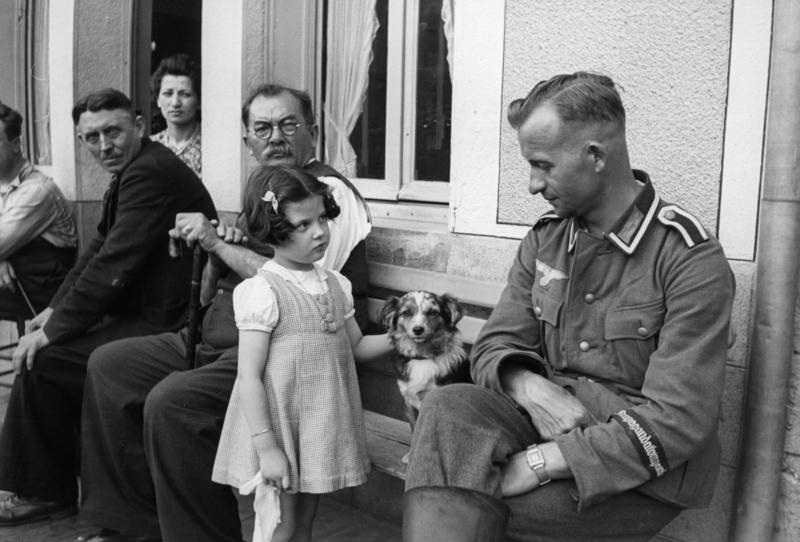
Soldat der Propagandakompanie (Ärmelband), Frankreich, Juni 1940.

Die im April 1939 als „Abteilung für Wehrmachtpropaganda“ zunächst formal Admiral Wilhelm Canaris und dessen Amtsgruppe Auslandsnachrichten und Abwehr des OKW unterstellt, erhielt ihre Weisungen ab Sommer 1939 direkt von Generaloberst Alfred Jodl, dem Chef des Wehrmachtführungsamtes. Sie erlangte unter ihrem Chef Hasso von Wedel eine immer größere Eigenständigkeit und wurde Ende 1942 zur „Amtsgruppe für Wehrmachtpropaganda“ aufgewertet. Diese war in zunächst vier Gruppen (WPr I-IV) unterteilt. Zum Aufgabengebiet der Gruppe WPr I gehörten Fragen der Propagandaführung und -organisation, die WPr II war für die Inlandspropaganda zuständig, die WPr III vertrat anfangs die Propagandabelange der Marine, fand aber ihre Hauptaufgabe nach Kriegsbeginn in der Verantwortung für die militärische Zensur. Die immer weiter expandierende WPr IV war die Schaltstelle für die Auslandspropaganda der Wehrmacht. Diese von Oberstleutnant Albrecht Blau geleitete Gruppe IV bearbeitete ab Anfang 1940 auch fremdsprachige Zeitschriften, brachte Propagandamaterial im für das Ausland operierenden Rundfunk unter und hatte „Meldungen und Dementis für die Auslandspropaganda zu liefern“. Im Januar 1940 kamen noch die Gruppen WPr V für Heerespropaganda und WPr VI für die Luftwaffenpropaganda hinzu. Insbesondere die WPr V unter dem Oberstleutnant und Experten für Militärpsychologie und psychologische Kriegsführung, Oberstleutnant Kurt Hesse, versuchte auf Betreiben des Oberbefehlshabers des Heeres Generalfeldmarschall Walther von Brauchitsch eine eigenständige Propaganda zu betreiben, die sie zunehmend in Gegensatz zu Propagandaminister Joseph Goebbels brachte.

### Ausbau der Propagandatruppen
Ende 1942 waren die Propagandatruppen auf 15.000 Personen, also etwa Divisionsstärke angewachsen. Die WPr umfasste nun 21 Armee-PK, acht Luftwaffen-PK, drei Marine-Propagandaabteilungen, eine unabhängige Marine-PK, acht Propagandabteilungen in den besetzten Gebieten, ein SS-Propaganda-Bataillon und die Propaganda-Einsatz-Abteilung – eine Sondereinheit für die psychologische Kriegsführung. Insgesamt produzierten die Kriegsberichter etwa 80.000 Wortbeiträge und über 2 Mio. Einzelfotos. Das Material der Propagandatruppen wurde insbesondere für die Erstellung der gleichgeschalteten Deutschen Wochenschau verwendet. Auch bei der Gestaltung und Durchführung der vier Weihnachtsringsendungen des Großdeutschen Rundfunks wirkten die Propaganda-Kompanien mit.

## Organisation, Aufgaben und Vorgehensweise der PK

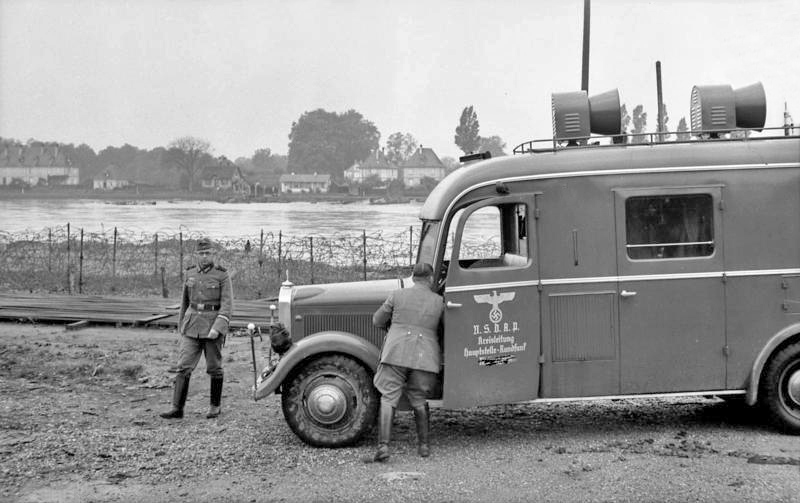
Lautsprecherwagen mit Soldaten einer PK an der Front am Oberrhein, 1939

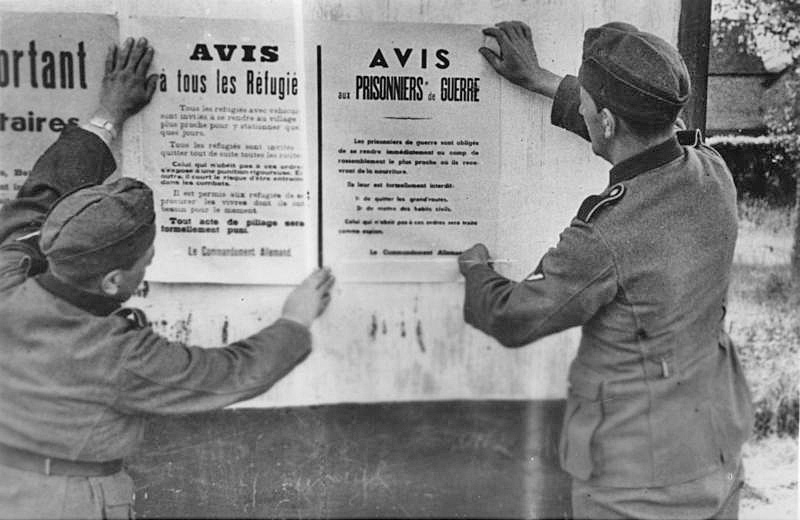
PK-Soldaten in Frankreich beim Kleben von Plakaten (Mai 1940)

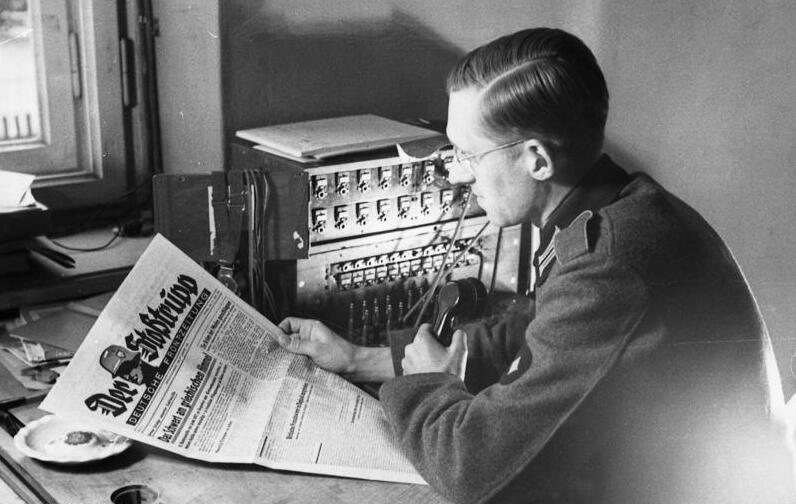
Frontzeitung Der Stoßtrupp der PK der 4. Armee, (Polen, Mai 1941)

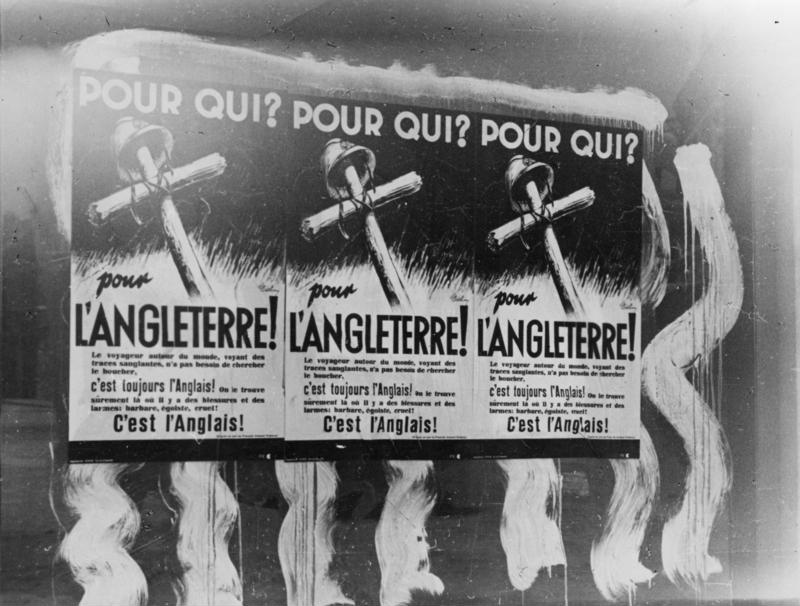
Anti-englische Plakate der PK im besetzten Frankreich, die England der Kriegsschuld bezichtigen (Juni 1940)

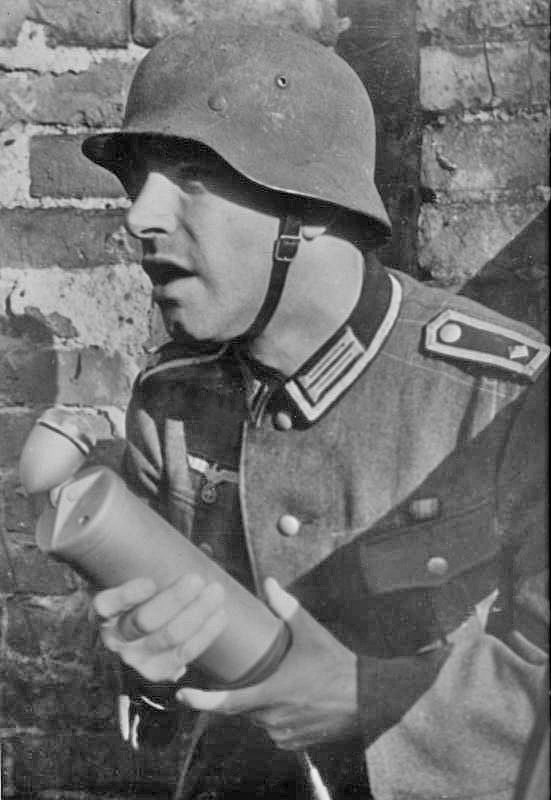
Berichter der PK mit Mikrofon (Dezember 1940)

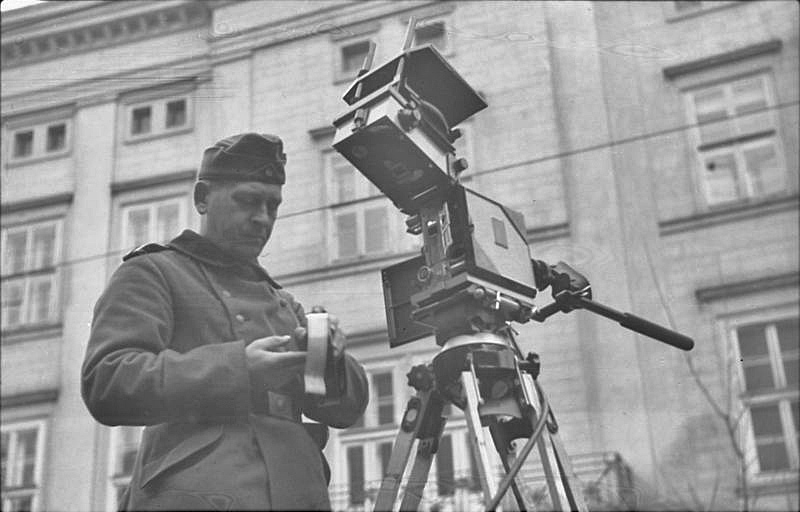
PK-Filmberichter bereitet sich darauf vor, eine Razzia von Ordnungspolizei und polnischen Polizisten im deutsch besetzten Krakau zu filmen (Januar 1941).

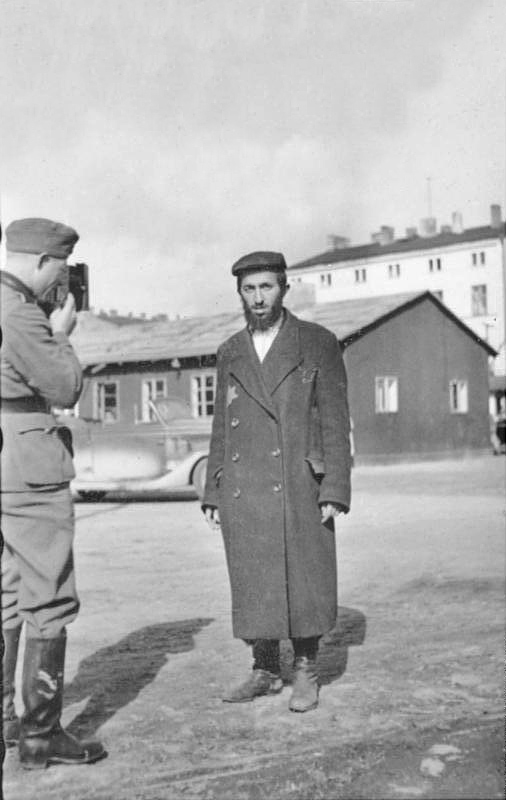
PK-Fotograf der SS fotografiert einen Mann mit Judenstern im Ghetto Litzmannstadt (1940).

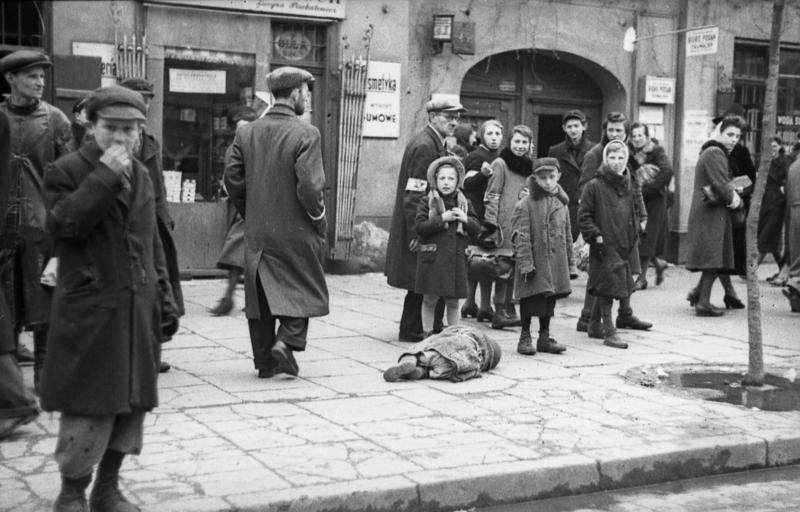
Ein Kind liegt auf einem Gehsteig im Ghetto Warschau (Aufnahme durch den Angehörigen der Propagandakompanie 689 Zermin, Mai 1941).

Organisation, Aufgaben und Vorgehensweisen der Propagandakompanien werden in den gemeinsam von der Abteilung Landesverteidigung des OKW und der Abteilung Reichsverteidigung des RMVP vereinbarten Durchführungsbestimmungen, die der Historiker Daniel Uziel als bis 1943 gültiges „grundlegendes Feldhandbuch der PK“ charakterisiert, wie folgt beschrieben:
- Die PK untersteht dem Armeeoberkommando (AOK).
- Es ist die Hauptaufgabe der PK, das Zusammenwirken zwischen Propaganda- und Waffenkrieg in den Operationsgebieten sicherzustellen. Sie sammelt für das RMVP Kriegsberichte und führt einen Propagandafeldzug gegen den Feind.
- Der Kompaniechef untersteht dem Stellvertreter des AOK und arbeitet eng mit der militärischen Abwehr zusammen
- Die PK erfüllt ihre Aufgaben entsprechend den Anweisungen des RMVP und im Rahmen der Möglichkeiten des AOK
- Der Gefechts- und Verpflegungstross übermittelt das Propagandamaterial an die Nachhut. Der Zensurbeauftragte prüft das Material vom militärischen Standpunkt aus.[7]

In der militärischen Praxis verlagerten sich die Aktivitäten der Propagandakompanien nach den Rückschlägen der Wehrmacht im Winter 1941/1942 weg von der Kriegsberichterstattung hin zur sogenannten Aktiv- oder Kampfpropaganda, die das Ziel hatte, die feindlichen Soldaten zu demoralisieren und in ihrer Leistungskraft zu schwächen. Doch auch die sogenannte „Kriegsberichterstattung“ hatte mit ihren Fotos und Berichten schon 1940 die Aufgabe, einen Gegensatz zwischen „rassisch überlegenen“ Deutschen und ihren Feinden darzustellen. So erhielten zum Beispiel Anfang 1940 PK-Reporter den Auftrag, Kriegsgefangene aus Frankreichs Kolonien so zu präsentieren, dass die Degeneration der französischen Armee ins Auge springen sollte.
Im Juli 1941 sollten PK-Filmberichter sowjetische Kriegsgefangene als klischeehafte Fratzen darstellen: „Sie wurden als vertierte Kriminelle präsentiert, die sich in einem Vernichtungssturm Europas bemächtigen wollten.“
Im Fokus der PK-Berichte standen auch rechtfertigende Darstellungen über Judenghettos. Zahlreiche Berichte über das Warschauer Ghetto versuchten die Zuschauer zu überzeugen, „dass die Juden nur ein gerechtes Schicksal ereilte“. Typisch für die PK-Berichterstattung ist eine „Bildreportage“ des PK-Fotografen Artur Grimm aus dem besetzten Warschau 1939, die am 5. Dezember 1939 in der Berliner Illustrirten Zeitung gedruckt wurde. Sie zeigt mit gestellten Szenen, wie in einer Razzia festgenommene Juden, die als Bewohner des Ghettos in Gräbern von polnischen Soldaten „in leichenschänderischer Weise Waffen vergraben“ hätten. Das Amt für Wehrmachtpropaganda des OKW empfahl der in Tunesien arbeitenden Propagandakompanie 1942, antijüdische Pogrome und Geschäftsplünderungen anzetteln zu lassen, wozu es dann nicht mehr kam.

## Textbeispiele eines Propagandafotografen
Zu den Standardwerken über Kriegsfotografie im Nationalsozialismus gehört Eric Borcherts reich mit Farbfotografien ausgestatteter querformatiger Bildband „Entscheidende Stunden. Mit der Kamera am Feind“ von 1941. Borchert war zuvor Starfotograf der Berliner Illustrirten Zeitung gewesen und mit der Mitarbeiterin in der UFA-Presseabteilung und späteren dpa-Fotografin Usa Borchert verheiratet. Er fiel als Soldat der Propagandakompanie im nordafrikanischen Tobruk. Das Thema der damals noch seltenen Farbfotografie gab dem Schlusskapitel den Titel: „Mit der Farbkamera am Feind“. Auf das Ende des Westfeldzuges im April 1940 zurückblickend notierte Borchert:

„Und wenn ich nun, unter dem Himmel Südfrankreichs, zurückdenke, dann fühle ich noch einmal diese erregenden Stunden, diese Stunden der Entscheidung, die ich miterleben durfte. Die Kamera hielt sie fest. Ich war nicht mehr als ein Werkzeug, das sie halten durfte; sie dokumentierte, sie schrieb das auf, was der Führer befohlen hatte.“

Für Borchert war nicht nur die vom „Führer“ geführte Kamera das, wohinter der Fotograf als reines Werkzeug zurücktrat, der Fotograf streifte in Hitlers Kriegsführung den Beruf als Journalist ab und wurde Teil der Truppe, er kämpfte ideologisch mit:

„Die Kamera ist eine Waffe geworden, ein Instrument des Kampfes in der Hand von Soldaten. Denn sie ist überall dabei, wo es um Deutschland und um seinen Kampf geht. Und der Reporter, der einst über das Land reiste und über die Meere, ist nichts weiter als ein Soldat, der sie halten darf.“

Borchert empfand den Ausgang des Ersten Weltkriegs als Schmach – wie Hitler, der

„gegen Lüge und Verleumdung eine Waffe [schuf] – die Wahrheit! Die Propagandakompanien der Wehrmacht sollen sie künden. Sie führen den Krieg mit ihren Waffen, mit der Schreibmaschine, der Foto- und Filmkamera und dem Mikrofon.“

## Angehörige der Propagandatruppen
Unter den Angehörigen der Propagandatruppen (meist Kriegsberichter) finden sich auch einige bekannte Mediengestalten Nachkriegsdeutschlands:
- Albert Ammer, Kameramann und Fotograf, später Filmberichter des Volksaufstands in der DDR vom 17. Juni 1953 in Halle/S.
- Kurt Blauhorn, später Redakteur des Spiegel
- Jochen Brennecke
- Georg Brütting
- Lothar-Günther Buchheim (Das Boot)
- Gert Buchheit
- Harald Busch
- C. W. Ceram alias Kurt W. Marek (Journalist, Lektor und Autor)
- Max Ehlert (1904–1979), später Fotograf beim Spiegel
- Hans Ellenbeck (1889–1959), seit 1940 Leiter des Referates „Abwehr feindlicher Propaganda in der Abteilung für Wehrmachtspropaganda“, Herausgeber mehrere Publikationen
- Hans Ertl (1908–2000), Kameramann
- Paul Coelestin Ettighoffer (1896–1975), alias Frank Löhr von Wachendorf, deutscher Schriftsteller
- Joachim Fernau, Schriftsteller
- Artur Grimm, Fotograf
- Horst Grund, Kameramann und Fotograf
- Johannes Hähle, Fotograf
- Rudolf Hagelstange, Schriftsteller
- Jürgen Hahn-Butry
- Karl Holzamer, später Intendant des ZDF
- Gerhard Heller, Buchzensor in Paris, später Verleger des Stahlberg Verlags
- Walter Henkels, Journalist
- Eberhard von der Heyden, Kameramann, Dokumentarfilmer
- Günther Heysing, in der Nachkriegszeit Herausgeber des Organs der ehemaligen Angehörigen der Propagandakompanien (PK), Die Wildente. Diese erschien unregelmäßig etwa zweimal jährlich ca. zwischen 1948 und 1970.[16]
- Hanns Hubmann (Alias: Heinrich Benedikt), Fotograf für The Stars and Stripes, bei Quick (Mitbegründer)
- Hans-Otto Holzner (1906–1986), deutscher Verleger
- Hugo Jaeger, vormals Assistent bei Heinrich Hoffmann
- Martin Jente, Journalist, Schauspieler und Fernsehproduzent, bekannt als Fernsehbutler ‚Herr Martin‘ in der Show Einer wird gewinnen
- Fritz Kempe, Fotograf
- Ernst von Khuon, Journalist und Autor
- Walther Kiaulehn, Journalist
- Lambert Lensing
- Hans Liska, Zeichner
- Heinz Maegerlein
- Johannes Matthiesen, später Redakteur und Chef vom Dienst beim Spiegel
- Erich Murawski, 1939 bis 1944 Referatsleiter in der Amtsgruppe für Wehrmachtpropaganda und ab 1955 Leiter des Bundesarchiv-Militärarchivs
- Henri Nannen, später Herausgeber des Stern
- Josef Ollig, später Journalist u. a. für Die Welt und das Hamburger Abendblatt
- Hilmar Pabel, Journalist und Fotograf, u. a. für Quick und Stern
- Clemens Graf Podewils
- Rudolf Poertner
- Herbert Reinecker, Schriftsteller, Drehbuchautor
- Jürgen Roland, Regisseur (Stahlnetz)
- Ernst Rowohlt, Verleger (Rowohlt Verlag)
- Horst Scharfenberg, Journalist und Fernsehkoch
- Gustav Schenk, Buchautor
- Manfred Schmidt, Comiczeichner (Nick Knatterton)
- Georg Schödl, Fotograf
- Percy Ernst Schramm, Historiker, Angehöriger der Amtsgruppe Wehrmachtpropaganda
- Wilhelm Ritter von Schramm
- Hans Schürer (1911–1996), Fotograf und Frontbeobachter
- Joachim Schwatlo-Gesterding, später Befehlshaber des Kommandos Territoriale Verteidigung
- Paul Sethe, Journalist
- Karl-Georg von Stackelberg, Gründer von Emnid
- Walter Steigner
- Werner Stephan
- Wilhelm Traeger
- Alfred Tritschler, Fotograf, Fotoagentur Wolff & Tritschler
- Thaddäus Troll (Alias von Hans Wilhelm Bayer), Schriftsteller und Schwäbischer Mundartdichter
- Rudolf Vogel, später CDU-Bundestagsabgeordneter und Diplomat
- Irnfried von Wechmar, Chef der Propagandaabteilung des Heeres
- Hans Weidemann
- Erich Welter
- Hugo Wellems
- Benno Wundshammer, Reporter bei Quick, Chefredakteur Revue
- Peter von Zahn, Medienjournalist
- Kurt Zentner, Herausgeber auflagenstarker Bildbände, z. B. Illustrierte Geschichte des Zweiten Weltkrieges mit Material der PK
- Erich Zühlsdorf, Bildreporter beim Ullstein-Verlag und ADN-Zentralbild